# 小川英次
小川 英次（おがわ えいじ、1931年1月10日 - 2019年7月4日）は、日本の経営学者。専門は生産管理論、中小企業経営論。名古屋大学名誉教授、学校法人梅村学園名誉理事長。第6代中京大学学長、第5期日本中小企業学会会長等も務めた。日経・経済図書文化賞受賞、瑞宝重光章、豊田市市政功労章受章。

## 人物・経歴
名古屋市出身。1953年旧制名古屋大学工学部機械学科卒、1955年名古屋大学経済学部経営学科卒業、1960年名古屋大学大学院経済学研究科経営学専攻博士課程単位取得満期退学。64年「生産計画論」で名古屋大学より経済学博士の学位を取得。末松玄六研究室出身。
60年名大経済学部助手となり、62年生産管理論専任講師。64年助教授、76年教授。82年日本能率協会理事。85年名古屋大学経済学部長・大学院経済学研究科長、名古屋大学出版会評議員、88年附属経済構造研究センター長、愛知県大規模小売店舗審議会会長、91年初代名古屋大学大学院国際開発研究科長。1992年から95年まで日本中小企業学会会長。94年名古屋大学を定年退官し、名誉教授。
1994年中京大学経営学部教授、1995年、初代大学院経営学研究科長。2000年から08年まで中京大学学長。2002年から08年豊田市産業振興委員会会長。2005年から13年豊田市市政顧問会議会長。2008年中京大学退職、学校法人梅村学園顧問。2010年瑞宝重光章受章。学校法人梅村学園評議員、学校法人梅村学園学術顧問を経て、2011年、引責辞任した梅村清弘の後任として第3代学校法人梅村学園理事長に就任。2013年退任し、学校法人梅村学園名誉理事長の称号を受け、引き続き学校法人梅村学園理事を務め、のち評議員。2015年豊田市市政功労章。
67-69年フルブライト研究生としてミシガン大学で研究。67年『生産計画論』で日経・経済図書文化賞受賞。
2019年7月4日、老衰のため、死去。88歳没。死没日をもって、正四位に叙される。ゼミの指導学生に三矢誠元アイシン精機副社長など。

## 著書
- 『生産計画論』河出書房新社 1967
- 『現代生産管理論』金原出版 1971
- 『プロダクションマネジメント 多品種少量生産時代への対応』ダイヤモンド社 1973
- 『現代の生産管理』日本経済新聞社 日経文庫 1982
- 『中小企業・成功のセオリー 時代を先取りするチェンジ・エージェントとは何か』PHP研究所 1983
- 『FAの経済学』日刊工業新聞社 1984
- 『現代の中小企業経営』日本経済新聞社 日経文庫 1991
- 『新起業マネジメント 技術と組織の経営学』中央経済社 1996
- 『現代経営論 中小企業経営の視点を探る』中央経済社 2009

### 共編著
- 『生産管理入門』岩田憲明共著 同文館出版 経営学入門シリーズ 1982
- 『経営学の基礎知識 補習と復習のために』北野利信、後藤幸男、高柳暁、村田昭治共編 有斐閣 1973
- 『国際貿易と経済摩擦 日本と西ドイツの比較研究』藤瀬浩司、真継隆、Th.ダムス共編 名古屋大学出版会 1984
- 『最新経営学基礎講座 6 生産管理』編著 中央経済社 1985
- 『日本企業の国際化 資本・経営・技術移転』岸田民樹,木下宗七共編 名古屋大学出版会 国際経済摩擦研究叢書 1987
- 『先端技術と中小企業』滝沢菊太郎共編 有斐閣 1988
- 『アジアの日系企業と技術移転』牧戸孝郎共編 名古屋大学出版会 1990
- 『技術革新のマネジメント』編著 中央経済社 1991
- 『トヨタ生産方式の研究』編 日本経済新聞社 1994